# Can Maranges
|  | Per a altres significats, vegeu «Can Maranges (la Selva de Mar)». |

Can Maranges és una casa dins del nucli antic de la població de l'Escala, molt propera a l'Alfolí, i amb façanes als carrers Maranges, Enric Serra i Santa Màxima. Ha estat protegida com a bé cultural d'interès local.

## Arquitectura
Edifici de planta rectangular i tres pisos d'alçada, amb la coberta de teula a quatre vessants. Presenta una estructura de casa pairal, fortificada amb garites a l'extrem superior de les cantonades, amb els basaments formats per mènsules de pedra en degradació i decorats. La façana principal, de composició simètrica, presenta una porta d'accés d'arc rebaixat bastit amb carreus escairats, amb la clau en relleu amb la data del "1831". Al primer pis hi ha un balcó exempt i als costats dues finestres amb l'ampit motllurat. Al segon pis hi ha un petit balcó exempt, amb llosana de doble curvatura. La façana presenta una senzilla cornisa motllurada que envolta el perímetre de l'edifici. Les façanes laterals tenen la mateixa composició: tres portals d'arc rebaixat de pedra a la planta baixa, i tres balcons a cadascun dels dos pisos superiors. Els del primer pis tenen la llosana sostinguda per mènsules i els del segon presenten la llosana de doble curvatura també. Totes les finestres i finestrals de l'edifici són rectangulars, amb els brancals bastits amb carreus de pedra i les llindes planes.

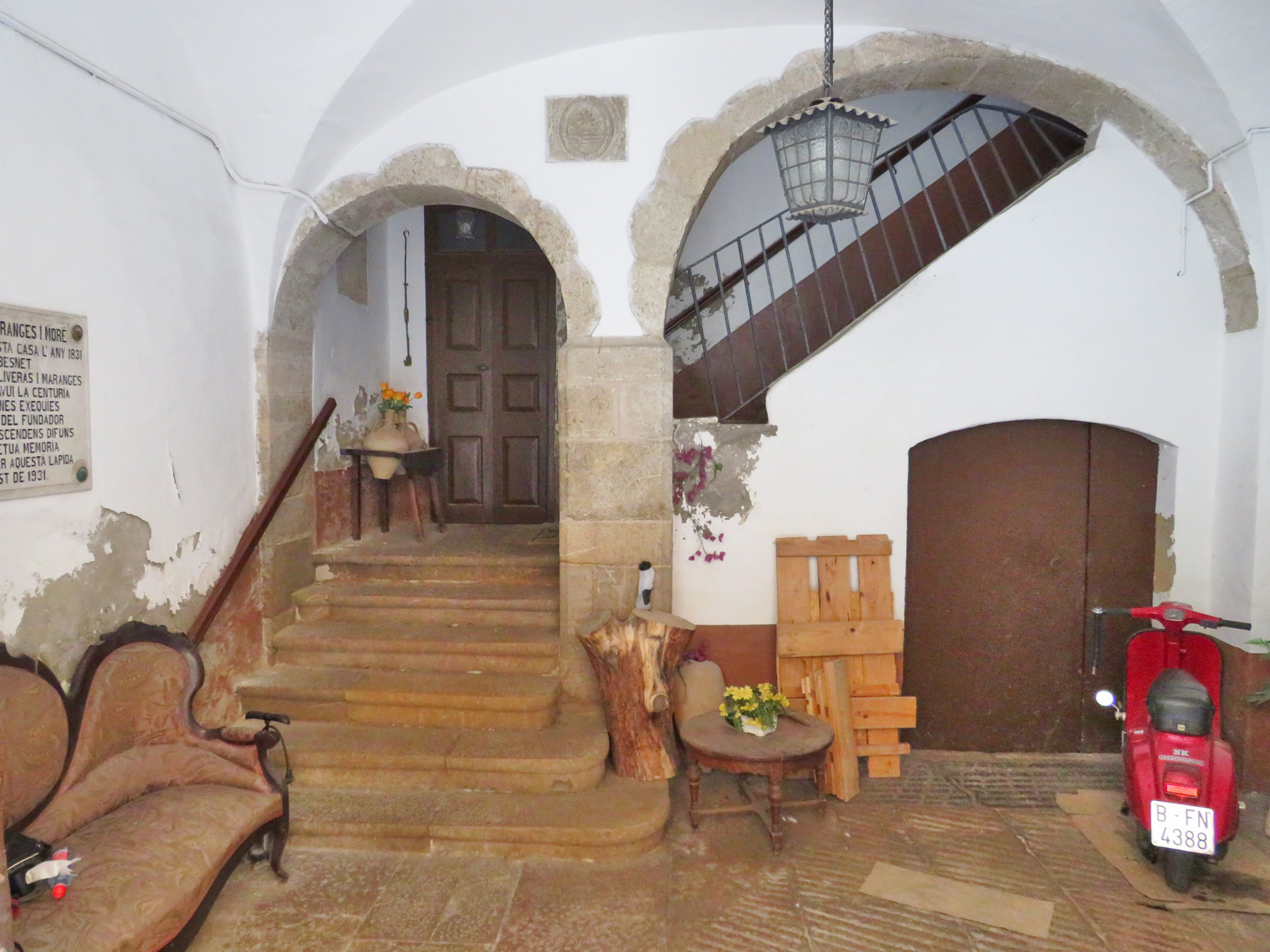
Vestíbul d'entrada

L'interior presenta un ampli i acollidor pati central i algunes estances cobertes amb voltes d'aresta i llunetes. Es conserva el mobiliari i els elements decoratius dels segles xviii i xix.
La construcció està bastida amb carreuons desbastats i pedra, lligats amb morter de calç. Els angles de la façana estan acabats amb carreus ben tallats.

## Història
Sembla que la construcció d'aquest casal data del segle xviii i que van emprar-s'hi materials procedents d'Empúries. A la llinda de la porta de la façana principal hi ha un relleu amb la data del "1831" a la clau. Probablement correspon al moment d'una reforma important de l'edifici.
Les obertures de marbre de la façana, a les primeres dècades del segle xx, es trobaven, desmuntades, al pati de la casa; més tard foren col·locades al lloc actual. Segons informació de l'actual propietari de la casa, aquests elements procedeixen de l'antic hospital del poble de la Selva de Mar, de l'enderrocament del qual ha sentit explicar que les recuperà son pare. Aquest hospital, d'història ignorada, donà nom al carrer de l'Hospital, al costat de ponent del qual era emplaçat, a poca distància de la plaça i de Can Maranges. No n'han quedat altres vestigis apreciables o d'algun interès.